# Azər Salahlı
Azər Vəlhəd oğlu Salahlı (ur. 11 kwietnia 1994 w Baku) – azerski piłkarz grający na pozycji lewego obrońcy. Od 2022 jest zawodnikiem klubu Neftçi PFK.

## Kariera klubowa
Swoją karierę piłkarską Salahlı rozpoczął w klubie İnter Bakı. W sezonie 2013/2014 został włączony do kadry pierwszego zespołu i 17 maja 2014 zadebiutował w jego barwach w Premyer Liqası w wygranym 3:1 wyjazdowym meczu z Şüvəlanem Baku. W sezonach 2013/2014 i 2014/2015 został z İnterem wicemistrzem Azerbejdżanu.
Latem 2015 Salahlı przeszedł do Qarabağu FK. Swój debiut w nim zaliczył 23 sierpnia 2015 w zwycięskim 2:0 wyjazdowym spotkaniu z Şüvəlanem Baku. W sezonie 2015/2016 wywalczył z Qarabağem dublet - mistrzostwo i Puchar Azerbejdżanu.
W 2016 roku Salahlı został zawodnikiem klubu Sumqayıt FK. Zadebiutował w nim 6 sierpnia 2016 w wygranym 1:0 wyjazdowym meczu z Zirə Baku. W Sumgaicie grał przez dwa sezony.
Latem 2018 roku Salahlı wrócił do Keşlə Baku (wcześniej İnteru). Występował w nim do końca 2021 roku. Na początku 2022 roku podpisał kontrakt z Neftçi PFK.
| Sezon   | Klub        | Kraj        | Rozgrywki      | Mecze | Gole |
| ------- | ----------- | ----------- | -------------- | ----- | ---- |
| 2013/14 | İnter Bakı  | Azerbejdżan | Premyer Liqası | 1     | 0    |
| 2014/15 | İnter Bakı  | Azerbejdżan | Premyer Liqası | 0     | 0    |
| 2015/16 | Qarabağ FK  | Azerbejdżan | Premyer Liqası | 6     | 0    |
| 2016/17 | Sumqayıt FK | Azerbejdżan | Premyer Liqası | 25    | 1    |
| 2017/18 | Sumqayıt FK | Azerbejdżan | Premyer Liqası | 27    | 1    |
| 2018/19 | Keşlə Baku  | Azerbejdżan | Premyer Liqası | 19    | 0    |
| 2019/20 | Keşlə Baku  | Azerbejdżan | Premyer Liqası | 5     | 0    |
| 2020/21 | Keşlə Baku  | Azerbejdżan | Premyer Liqası | 25    | 4    |
| 2021/22 | Keşlə Baku  | Azerbejdżan | Premyer Liqası | 12    | 0    |

## Kariera reprezentacyjna
Salahlı grał w młodzieżowych reprezentacjach Azerbejdżanu na szczeblach U-17, U-19 i U-21. W reprezentacji Azerbejdżanu zadebiutował 10 października 2020 w przegranym 0:2 meczu Ligi Narodów 2020/2021 z Czarnogórą, rozegranym w Podgoricy, gdy w 46. minicue tego meczu zmienił Maksima Medvedeva.